# إدوارد ميتلاند رايت
إدوارد ميتلاند رايت (بالإنجليزية: E. M. Wright)‏ (و. 1906 – 2005 م) هو رياضياتي من المملكة المتحدة، والمملكة المتحدة لبريطانيا العظمى وأيرلندا، كان عضوًا في الجمعية الملكية لإدنبرة، توفي في ريدنغ، عن عمر يناهز 99 عاماً.

## التعليم
تعلم في كنيسة المسيح، أكسفورد، وتعلم في كلية يسوع
.